# Martil

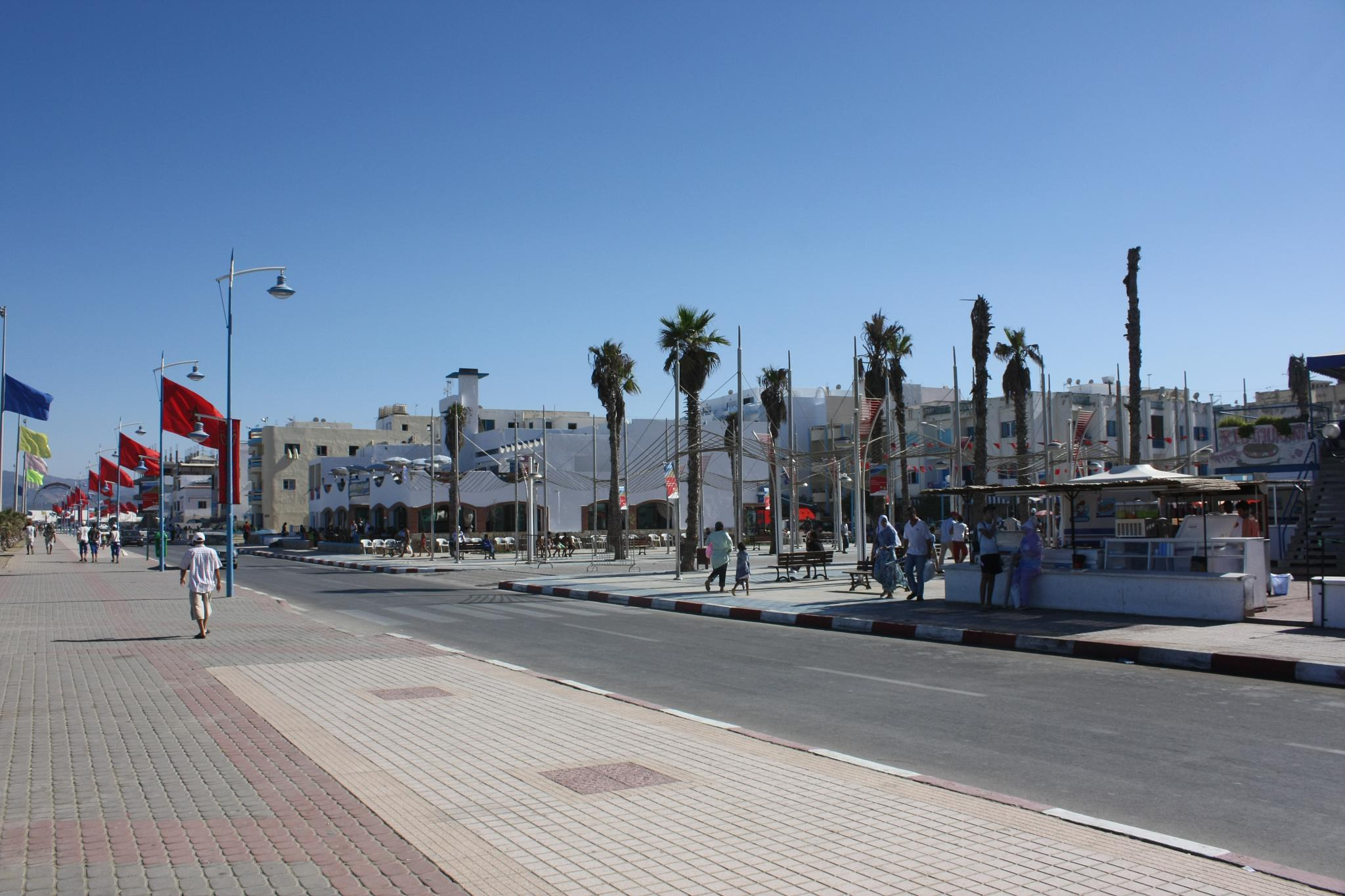
Uferpromenade in Martil

Martil (spanisch Río Martín, Zentralatlas-Tamazight ⵎⴰⵔⵜⵉⵍ) ist eine knapp 100.000 Einwohner zählende Stadt an der Mittelmeerküste bei Tétouan in der marokkanischen Region Tanger-Tétouan-Al Hoceïma. Sie ist bekannt wegen ihres langen Sandstrands.

## Lage und Klima
Martil liegt – im Westen geschützt durch das Rifgebirge – direkt am Mittelmeer nördlich der Mündung des Oued Martil in einer Höhe von ca. 5 bis 50 m. Die Großstadt Tétouan ist gut 10 km (Fahrtstrecke) in südwestlicher Richtung entfernt; die spanische Exklave Ceuta befindet sich knapp 40 km nördlich. Das Klima ist gemäßigt bis warm; der für marokkanische Verhältnisse reichliche Regen (ca. 600–700 mm/Jahr) fällt nahezu ausschließlich in den Wintermonaten.

## Bevölkerung
| Jahr      | 1994   | 2004   | 2014   | 2024   |
| Einwohner | 23.143 | 39.011 | 64.355 | 95.896 |

Die schnell wachsende Bevölkerung besteht hauptsächlich aus zugewanderten Rif-Berbern und Arabern, doch haben sich die Kulturen weitgehend vermischt. Gesprochen werden sowohl Marokkanisches Arabisch als auch Tarifit.

## Geschichte und Wirtschaft
Martil war jahrhundertelang nur ein kleines Fischerdorf. In der ersten Hälfte des 20. Jahrhunderts war der Ort Bestandteil der spanischen Protektoratszone. Heute ist der innermarokkanische Tourismus die wichtigste Einnahmequelle der Stadt, in der sich Händler, Handwerker und Dienstleister aller Art angesiedelt haben.

## Sehenswürdigkeiten
Hauptattraktionen der Stadt sind der lange Sandstrand und die Uferpromenade mit ihren Cafés, Restaurants etc.